# Adam Rippon
Adam Richard Rippon, född 11 november 1989 i Scranton, Pennsylvania, USA, är en amerikansk konståkare.
Rippon började med konståkning 1999 som tioåring. Åren 2008 och 2009 blev han juniorvärldsmästare och 2010 vann han Four Continents Championships.
2012 tävlade Rippon för det amerikanska lag som tog silver i World Team Trophy och 2018 deltog han i lagtävlingen vid olympiska vinterspelen 2018 i Pyeongchang där USA tog brons. Han är den första öppet homosexuella amerikanska vinterolympiern som tagit medalj. Han uppmärksammades stort när han avböjde att träffa ledaren för USA:s olympiska delegation, vicepresident Mike Pence, med hänvisning till de HBTQ-diskriminerande lagar som Pence genomdrivit som guvernör i Indiana.